# Сімпан
Сімпан (яп. 親藩, しんぱん, «рідний хан») — статус самурайського роду, хану чи провінційного володаря-даймьо у системі класифікації підлеглих сьоґунату Токуґава за ступенем спорідненості чи наближеності до правлячого сьоґунського дому.
Даймьо, які виводили свій родовід від Токуґави Ієясу і споконвічно були родичами сьоґунів Токуґава називалися сімпан даймьо (яп. 親藩大名).
До категорії сімпан відносили три хани, які очолювалися представниками роду Токуґава: Оварі-хан, Кії-хан та Міто-хан. Їхнім головним завданням було надання нових кандидатів на посаду сьоґуна, у випадку якщо головна лінія роду Токуґава перерветься.
Також до сімпан зараховували деякі хани, голови яких походили з роду Мацудайра.